# Andreas Weikert
Andreas Weikert (* 8. April 1989) ist ein deutscher Handballspieler.
Im Jahr 2006 wurde der damals in Magdeburg lebende Andreas Weikert Schülerweltmeister. Beim SC Magdeburg durchlief er die Jugendmannschaften und spielte dann für den SC DHfK Leipzig. 2010 wechselte er zum HC Einheit Halle Ab 2011 spielte er wieder für den in der 2. Handballbundesliga antretenden SC DHfK Leipzig, den er jedoch bereits 2012 wieder verließ. Später folgten Einsätze beim Oberligisten TuS Radis und für den SV 04 Oberlosa aus Plauen.
2006 durfte Weikert sich in Anerkennung seines sportlichen Erfolgs als Schülerweltmeister in das Goldene Buch der Stadt Magdeburg eintragen.